# Jerzy Tomorowicz
Jerzy Tomorowicz (ur. 22 grudnia 1895 w Zamościu, zm. 22 czerwca 1979 w Kołobrzegu) – polski działacz państwowy, dyrektor w Ministerstwie Przemysłu i Handlu (1936-1939) podsekretarz stanu w Ministerstwie Żeglugi i Gospodarki Wodnej (1957–1960).

## Życiorys
Syn działacza kulturalnego i niepodległościowego, geometry Kazimierza oraz Aleksandry z Kłossowskich, brat Kazimierza oraz komunisty Witolda. Od 1911 przebywał w Lublinie, gdzie ukończył szkołę handlową. Studiował w Szkole Nauk Politycznych w Warszawie. W czasie I wojny światowej walczył w wojsku Imperium Rosyjskiego, walczył jako ochotnik w wojnie polsko-bolszewickiej. W latach 1919–1939 pracował w Ministerstwie Przemysłu i Handlu m.in. jako dyrektor biura finansowego. Zasiadał w radach nadzorczych Eksploatacji Soli Potasowej i Żeglugi Polskiej. Autor publikacji o tematyce ekonomicznej. Po wojnie pracował w Ministerstwie Żeglugi i Handlu Zagranicznego. Od czerwca 1957 do lipca 1960 podsekretarz stanu w Ministerstwie Żeglugi i Gospodarki Wodnej (jako członek Polskiej Zjednoczonej Partii Robotniczej). Współtworzył w 1951 Polsko-Chińskie Towarzystwo Maklerów Okrętowych "ChiPolBrok".
Został pochowany na Cmentarzu Wojskowym na Powązkach.

## Odznaczenia
- W 1932 odznaczony Złotym Krzyżem Zasługi
- W 1937 odznaczony Orderem Odrodzenia Polski
- W 1946 odznaczony Złotym Krzyżem Zasługi[6].
- W 1955 odznaczony Orderem Odrodzenia Polski[7].